# Elgaria coerulea
El "lagarto aligator del norte" (Elgaria coerulea) es un lagarto de tamaño medio que occure en la costa occidental de Norteamérica.

## Taxonomía
Posteriormente, este lagarto fue conocido bajo el nombre científico de Gerrhonotus coeruleus (Wiegmann, 1828), pero hoy en día es conocido como Elgaria coerulea. Hay cuatro subespecies:
- E.c. coerulea Wiegmann 1828: Lagarto Aligátor de San Francisco
- E.c. palmeri Stejneger 1893: Lagarto Aligátor de la Sierra
- E.c. principis Baird y Girard 1852: Lagarto Aligátor del Noroeste
- E.c. shastensis Fitch 1934: Lagaro Aligátor Shasta

La subespecie E.c. principis es una de cinco especies de lagartos en Canadá.

## Descripción
Los lagartos Elgaria coerulea son lagartos esbeltos de tamaño medio. Los adultos pueden alcanzar 10 cm desde el hocico hasta la cloaca y una longitud total de 25 cm. Tienen pliegues de la piel distintas en sus ijadas que separan las escamas en la espalda de las ventrales. Son parduzcos en color y a menudo tienen manchas oscuras que a veces mezclan en bandas. La panza es gris clara. Los ojos son oscuros.

## Distribución y hábitat
Elgaria coerulea occure en la costa pacífica y en las Montañas Rocosas del sur de Columbia Británica tras Washington, el norte de Idaho y el oeste de Montana, al sur tras Oregón al rango costal y la Sierra Nevada en el centro de California.